# Роберт Робінсон (інженер)
Роберт Робінсон (англ. Robert Robinson, 22 червня 1906, Кінгстон — 23 лютого 1994, Вашингтон) — американський і радянський інженер-механік та робітник, депутат Московської ради депутатів трудящих. У віці 23 років перебрався зі США у Радянський Союз заради більш високооплачуваної роботи та щоб уникнути утисків за расовою ознакою. У 1974 році втік з СРСР в Уганду, звідки згодом повернувся в США.
Автор автобіографічної книги про 44 роки життя у СРСР.

## Біографія
Народився у Кінгстоні, на Ямайці. Згодом разом з родиною переїхав на Кубу. Окрім англійської, володів іспанською та французькою мовами. Згодом переїхав в США, оселився у Детройті, де влаштувався на автомобільний завод Генрі Форда. На заводі він був єдиним темношкірим працівником, тому регулярно відчував вороже ставлення інших працівників.
У 1929 році компанія Ford Motor домовилася з владою СРСР про співробітництво на Горьківському автомобільному заводі. У 1930 році радянська делегація відвідала компанію Форда, де Робінсон працював інженером. Голова делегації запропонував Робінсону та іншим працівникам однорічний контракт на роботу в СРСР з більш високою зарплатнею ніж у США. Через масове безробіття, Велику депресію, расову сегрегацію та нещодавній випадок, коли двоюрідного брата його друга лінчували на півдні США, Робінсон прийняв пропозицію.
4 липня 1930 року Роберт Робінсон прибув до Сталінграду, щоб влаштуватись на роботу на Сталінградський тракторний завод. У червні 1932 року він планував повернутись до США, проте врешті-решт вирішив улаштуватися на роботу на Московський підшипниковий завод, де в грудні 1934 року став депутатом Московської ради депутатів трудящих.
У період з 1937 по 1944 роки вивчив повний курс Московського вечірнього машинобудівельного інституту за спеціальністю «танкове дизелебудування». Диплом про вищу освіту отримав згодом.
Під час Німецько-радянської війни був змушений разом з підприємством евакуюватися до Куйбишева (зараз Самара), але за декілька місяців захворів і за станом здоров'я був змушений повернутись до Москви.
Після війни Робінсон отримав запрошення зіграти роль у історико-біографічному фільмі «Миклухо-Маклай» режисера Олександра Розумного.
У автобіографії Робінсон писав, що десятиліттями прагнув залишити СРСР. У 1974 році він, за підтримки угандійських дипломатів, дістав дозволу на туристичну поїздку в Уганду, з якої не повернувся. У своїх мемуарах він стверджував, що зустрічався з Іді Аміном. З Уганди Робінсон виїхав до США.
Робінсон завжди вважав себе віруючим в Бога і ніколи не був членом КПРС.
У США у 1988 році Робінсон, за участю Джонатана Слевіна, написав автобіографічну книгу «Black on Red. My 44 Years inside the Soviet Union. An Autobiography by a Black American» (укр. «Чорний про червоних: 44 роки в Радянському Союзі. Автобіографія чорного американця»). У книзі Робінсон розповів про важке життя іноземця в Радянській Росії, сталінські репресії, побутовий расизм, радянську бюрократію, доноси та стеження спецслужб, тощо.
У автобіографії про життя у СРСР Роберт писав:

Мене цінували за професійні якості, однак я залишався дивиною і потенційним героєм радянської пропаганди. Я якось пристосувався до всього цього. Змирився навіть з самотністю: не було кому зігріти моє ліжко, нікому обійняти і назвати татом. Я навчився переносити майже все. Крім одного. Я так ніколи і не примирився з расизмом у Радянському Союзі. Расизм постійно випробовував моє терпіння і ображав людську гідність. Оскільки росіяни хизуються тим, що вони вільні від расових забобонів, расизм їх більш жорстокий і небезпечний, ніж той, з яким я стикався в роки юності у Сполучених Штатах. Мені рідко доводилося зустріти росіянина, який вважав чорних — а також азіатів або будь-яких людей з небілою шкірою — рівнею собі. Намагатися їх переконати — це все одно що ловити привида. Я шкірою відчував їх расизм, але як можна боротися з тим, чого офіційно не існує?
Насправді, усіх неросіян вважають в цій країні неповноцінними. Відповідно до негласної шкали неповноцінності, вірмени, грузини та українці кращі за інших неросіян. Азіатам з радянських республік — тим, у кого жовта шкіра і вузькі очі — відводиться місце на самому долі цієї шкали. Чорні — ба гірше.

Роберт Робінсон помер від раку 23 лютого 1994 року у Вашингтоні.

## Фільмографія
- 1932 — Негр Робінсон — член Мосради — камео
- 1947 — Миклухо-Маклай — Малу